# K2 Sports
K2 Sports ist ein US-amerikanischer Hersteller von Skis, Inline-Skates, Snowboards und Mountainbikes sowie Sporthelmen. Im Sortiment sind auch Sportbekleidung und -zubehör.

## Organisation
K2 Sports wurde im Jahre 1961 als  K2 Inc. auf Vashon Island bei Seattle gegründet. Der Hauptsitz des Unternehmens liegt heute in Seattle, Washington. K2 gilt als Pionier der Glasfaserski. Diese Ski sind leichter und halten höheren Belastungen stand als solche, die aus Holz oder Metall hergestellt sind. Seit 2001 werden seine Produkte in China hergestellt. Den Vermerk „Made in China“ findet man bei einigen Produkten auf der Unterseite des Kartonbodens. 
Im Jahre 2003 wurde das Unternehmen in K2 Sports umbenannt. K2 Sports wurde 2007 von der Jarden Corporation übernommen und 2017 an Kohlberg verkauft.
K2 hat zahlreiche andere Unternehmen gekauft, darunter 2004 den  Ski- und Snowboardhersteller Völkl und den Sportbekleidungshersteller Marmot.